# Bennett (Karolina Północna)
Bennett – jednostka osadnicza w Stanach Zjednoczonych, w stanie Karolina Północna, w hrabstwie Chatham.